# Oxydia clavata
Oxydia clavata är en fjärilsart som beskrevs av Felder 1873. Oxydia clavata ingår i släktet Oxydia och familjen mätare. Inga underarter finns listade i Catalogue of Life.